# Johan Gustaf Ruckman
Johan Gustaf Ruckmann, född 12 december 1780 i Stockholm, död 20 januari 1862 i Stockholm, var en svensk kopparstickare och tecknare.

## Biografi
Ruckmann var son till skomakargesällen Peter Ruckman och Maria Christina Friberg och från 1808 gift med skådespelaren Maria Christina Frank och far till Maria Ruckman.  
Han fick sin utbildning till kopparstickare av Johan Wilhelm Palmstruch och var Palmstruchs medhjälpare vid illustreringen av planscherna till det stora vetenskapliga verket Svensk botanik. Mot slutet av femte bandet uppträdde han självständigt och fortsatte även med arbetet för sjätte bandet. Ruckmann var därefter mycket anlitad som illustratör för olika vetenskapliga arbeten bland annat Svensk zoologie utgiven av Palmstruch och Conrad Quensel, samt ett antal barnböcker. Från och med sjunde bandet (1812) övertog han ensam gravyren av plåtarna till Svensk botanik och fortsatte därmed, tills arbetet i elfte bandet avstannade (1838). 
Mellan 1800 och 1830 etsade han ett stort antal vingetter, kartor, dedikationer, modejournaler, planschverk med illustrationer från jordens alla hörn och ett stort antal porträtt. Från 1811 arbetade han även med punktgravyr. Bland hans övriga arbeten märks porträttbilder av Franzén, Tegner och Wallin. Kolorerade etsningar till Fredmans epistlar och sånger samt illustrationer för WFA von Zimmermans (1797–1864) Jorden och dess innevånare band I–XIII. 

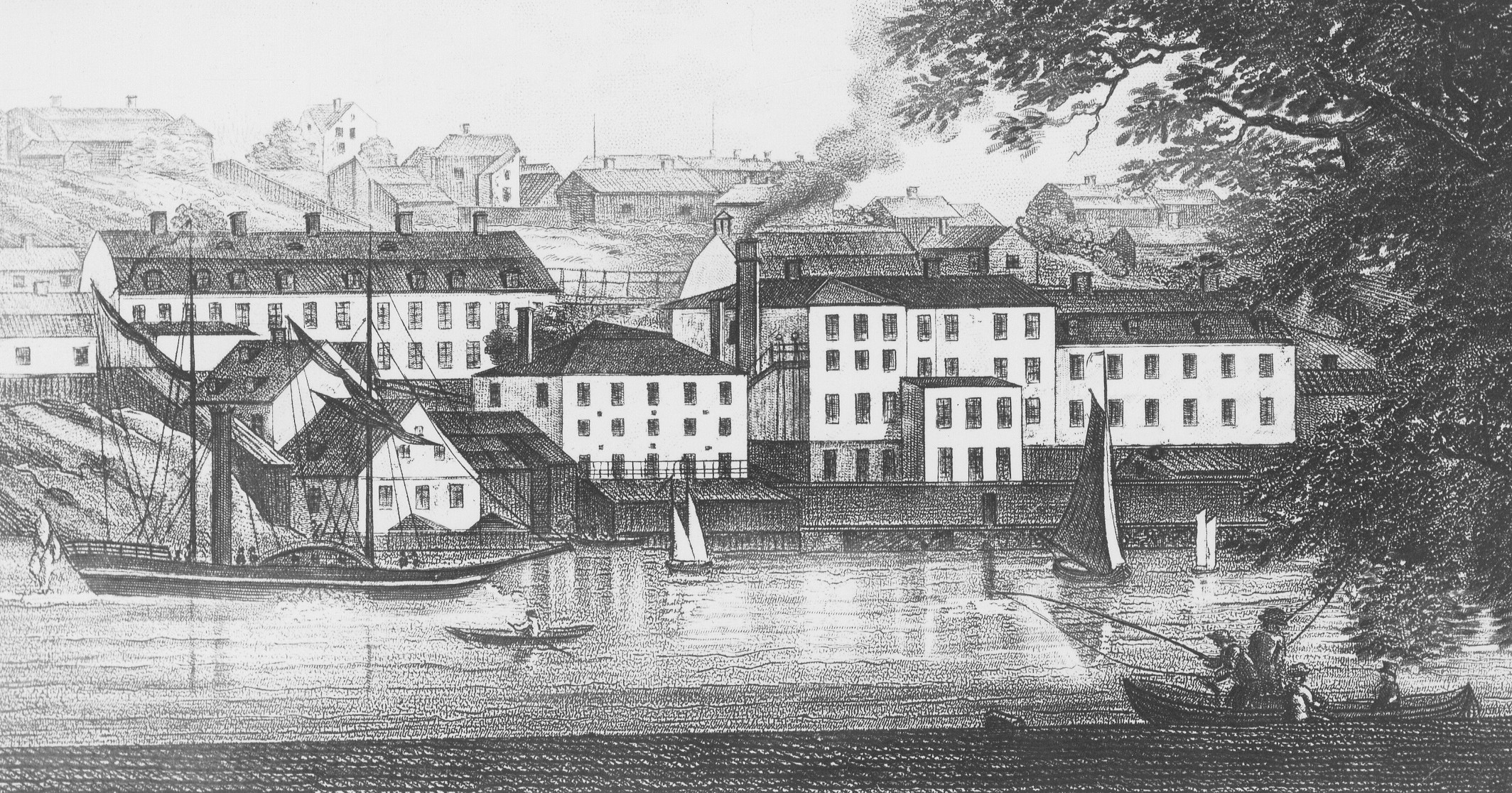
Ruckmans illustration av Öbergska klädesfabriken på Södermalm, 1830-tal.

I sitt eget skapande tecknade han olika motiv som han även överförde till etsningar. Därtill kom gravyrer för Kungliga Vetenskapsakademiens och andra lärda samfunds handlingar samt nära 100 kartblad. Hans arbetsbord och gravyrsticklar finns numera i Nordiska museets samling och han är rikt representerad vid Nationalmuseum, Uppsala universitetsbibliotek, Kalmar konstmuseum och Kungliga biblioteket.

## Andra verk (urval)

### Porträtt
- Franzén
- K. P. Hagberg
- A. Hylander
- Ph. von Mecklenburg
- Tegnér
- J. Tengström
- Thunberg
- Wallin

### Planschverk och böcker
- Desseins et croquis des plus célèbres maîtres (l häfte, 1820)
- Scener ur Fredmans epistlar och sånger (1827-28), tecknade av E. Chiewitz
- Archiv för nyare resor (1810–11)
- Jorden och dess invånare af Zimmermann (1813–39)